# Jerringpriset
Jerringpriset is een Zweedse radioprijs die werd genoemd naar de Zweedse radio-omroeper Sven Jerring die gespecialiseerd was in sport. Het is eigenlijk een soort "volksprijs".

## Winnaars
- 1979 - Ingemar Stenmark, alpine skiën
- 1980 - Ingemar Stenmark, alpine skiën
- 1981 - Annichen Kringstad, oriëntatieloop
- 1982 - IFK Göteborg, voetbalteam
- 1983 - Mats Wilander, tennis
- 1984 - Gunde Svan, langlaufen
- 1985 - Gunde Svan, langlaufen
- 1986 - Tomas Johansson, worstelen
- 1987 - Marie-Helene Westin, langlaufen
- 1988 - Tomas Gustafson, schaatsen
- 1989 - Jan Boklöv, schansspringen
- 1990 - Zweeds mannen handbalteam
- 1991 - Pernilla Wiberg, alpine skiën
- 1992 - Pernilla Wiberg, alpine skiën
- 1993 - Torgny Mogren, langlaufen
- 1994 - Zweeds voetbalelftal
- 1995 - Annika Sörenstam, golf
- 1996 - Ludmila Engquist, atletiek
- 1997 - Magdalena Forsberg, biatlon
- 1998 - Magdalena Forsberg, biatlon
- 1999 - Ludmila Engquist, atletiek
- 2000 - Magdalena Forsberg, biatlon
- 2001 - Magdalena Forsberg, biatlon
- 2002 - Carolina Klüft, atletiek
- 2003 - Annika Sörenstam, golf
- 2004 - Stefan Holm, atletiek
- 2005 - Tony Rickardsson, Speedway
- 2006 - Susanna Kallur, atletiek
- 2007 - Zlatan Ibrahimović, voetbal
- 2008 - Charlotte Kalla, langlaufen
- 2009 - Helena Jonsson, biatlon
- 2010 - Therese Alshammar, zwemmen
- 2011 - Rolf-Göran Bengtsson, springen
- 2012 - Lisa Nordén, triatlon
- 2013 - Henrik Stenson, golf
- 2014 - Sarah Sjöström, zwemmen
- 2015 - Sarah Sjöström, zwemmen
- 2016 - Peder Fredricson, paardensport
- 2017 - Peder Fredricson, paardensport